# Eois rectifasciata
Eois rectifasciata är en fjärilsart som beskrevs av Fletcher 1958. Eois rectifasciata ingår i släktet Eois och familjen mätare. Inga underarter finns listade i Catalogue of Life.